# Sidney (Kolumbia Brytyjska)
Sidney – miasto w Kanadzie, w prowincji Kolumbia Brytyjska.